# 安的列斯洋流

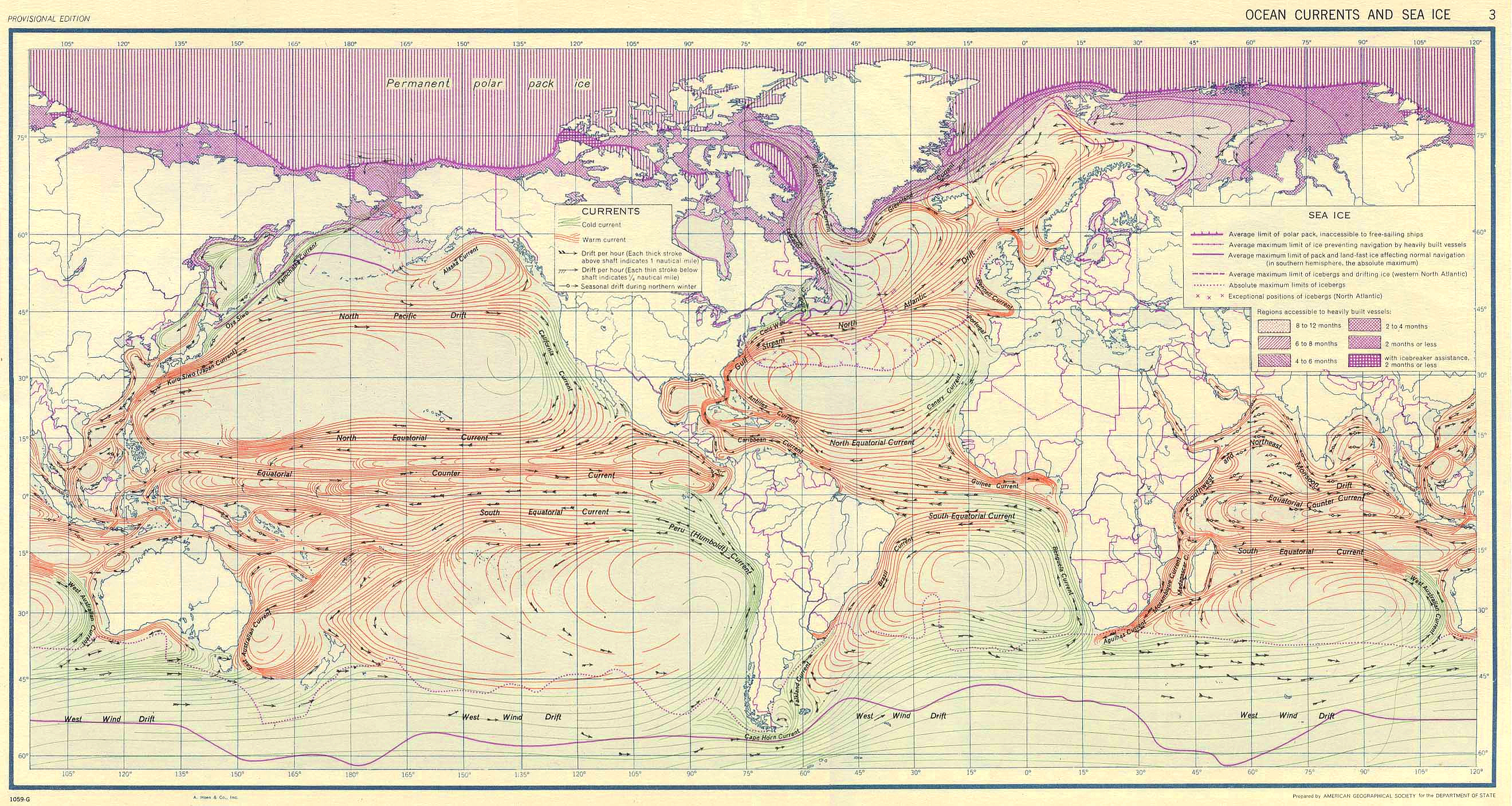
世界洋流概要

安的列斯洋流（Antilles Current）為一個向西北流動穿越分隔加勒比海及大西洋的安的列斯群島的溫暖洋流。安的列斯洋流的源頭為大西洋的北赤道暖流。